# José Cutileiro
José Pires Cutileiro GCC • OIH (Évora, 20 de novembro de 1934 — Bruxelas, 17 de maio de 2020) foi um diplomata, antropólogo e escritor (cronista) português.

## Biografia

### Infância e juventude
De família burguesa, de raízes alentejanas, nasceu em Évora, onde viveu ate aos três anos de idade, quando a família se instalou em Lisboa.
Sua mãe, de nome Amália Pires, dona de casa, era de Pavia e foi viver para Évora, onde conheceu e se casou com José Cutileiro, medico aí estabelecido. Dos três filhos do casal, Jose era o mais velho, sendo o escultor João Cutileiro o do meio. 
Numa entrevista de vida por si dada, as famílias eram no entanto bem distintas nos seus ideais - a do pai era republicana e oposicionista ao regime do Estado Novo; a da mãe era católica conservadora, além de apoiante do regime de Salazar. 
Em Lisboa, a família Cutileiro vivia na Av. Elias Garcia, numa casa conhecida por ser frequentada por uma certa intelligentsia.
Por sofrer constrangimentos na direção do Centro de Saúde de Lisboa em virtude das suas posições políticas, o pai — que antes, já tinha sido afastado de um concurso para docente na Faculdade de Medicina de Lisboa, por interferência da PIDE — passa a exercer a sua profissão ao serviço da Organização Mundial da Saúde. É assim que, por força da atividade do pai, Cutileiro conheceria, na sua adolescência, países tão distintos como a Suíça, a Índia e o Paquistão.
Terminados os estudos secundários no Colégio Valsassina, em Lisboa, passaria em seguida pelos cursos de Arquitetura e de Medicina, na Escola Superior de Belas-Artes e na Faculdade de Medicina da Universidade de Lisboa, respetivamente. Esse foi também o tempo das tertúlias no Almanaque, com José Cardoso Pires e Luís de Sttau Monteiro.
Abandonando os estudos em Portugal, decidiu viajar para o Reino Unido, onde viria a licenciar-se em Antropologia Social, na Universidade de Oxford. Subsequentemente, no ano de 1968, completou o doutoramento na mesma disciplina com a tese "A Portuguese Rural Society", descrição antropológica de Monsaraz, uma freguesia do concelho de Reguengos de Monsaraz, e que na obra  surge referida com a designação de "Vila Velha".

### Percurso profissional

###### Carreira na diplomacia
Apos os estudos de Antropologia, Jose Cutileiro ingressou uma breve carreira academica - dedicou-se a investigacao no St. Antony's College de Oxford, como fellow (1968-1971), passando, em seguida, a lecionar na London School of Economics and Political Science, como lecturer (1971-1974).
O 25 de Abril de 1974, porem, fá-lo-ia mudar de carreira. Nesse mesmo ano é nomeado conselheiro cultural da Embaixada de Portugal em Londres, cargo que desempenhará até 1977. Torna-se, de seguida, embaixador e representante de Portugal junto do Conselho da Europa, cargo que exerceu até 1980. Seguiu-se depois a Embaixada de Portugal em Maputo. A 14 de janeiro de 1984, foi nomeado representante permanente de Portugal junto da Conferência de Desarmamento na Europa, realizada em Estocolmo.
Em 1987, era primeiro-ministro Aníbal Cavaco Silva, Cutileiro foi chamado a Lisboa para assumir o cargo de diretor-geral dos Negócios Político-Económicos. Nessa altura, negociou a adesão de Portugal à União da Europa Ocidental e chefiou a delegação que negociou com os Estados Unidos os termos da utilização da Base das Lajes, nos Açores, em 1988 e 1989. 
Foi depois nomeado embaixador de Portugal em Pretória em 1989, a que se seguiu a função de conselheiro especial do Ministério dos Negócios Estrangeiros para a Presidência Portuguesa da Comunidade Europeia. Nessa qualidade, coordenou a Conferência de Paz para a Jugoslávia, de janeiro a agosto de 1992, presidida por Lord Carrington. .
Presidia ao Instituto Diplomático, desde março de 1994, quando assumiu a secretaria-geral da União da Europa Ocidental (UEO), em 16 de novembro de 1994, após uma eleição em que contou com o apoio explícito da Grã-Bretanha e Irlanda do Norte e da Holanda. A escolha recaiu sobre um diplomata de carreira atlantista numa altura em que a UEO ganha nova vida após a ratificação do Tratado de Maastricht, enquanto pilar da defesa comum. Em maio de 1997 era reconduzido na secretaria-geral da UEO.

###### Atividade na imprensa
Além da diplomacia, Jose Cutileiro foi sobejamente conhecido pela sua atividade como cronista na imprensa escrita. Mais precisamente, como autor de umas crónicas ficcionadas, escritas sob o alter-ego de Alfred Barnaby Kotter, um aristocrata inglês elitista residente em Colares, Sintra, filho de uma mãe pró-fascista, publicadas em diferentes jornais, nomeadamente O Independente e Expresso.
Nessas crônicas o narrador transmitia as suas experiências e opiniões sobre o Portugal pós-25 de Abril (supostamente traduzidas pelo seu «criado» português), que a princípio foram percepcionadas como crónicas reais.
As mencionadas crônicas foram, em 2004, recolhidas em livro em Bilhetes de Colares de A. B. Kotter (1982-1998), editados pelo jornal na sua coleção Horas Extraordinárias  Série Inéditos da Impressa, sendo a partir de então considerado, por vezes, um brilhante romance (pelo texto longo, embora episódico, e o seu caráter ficcionado) e noutras um brilhante livro de crónicas (mesmo se ficcionadas). 
Ja em 2007, todas as crónicas, publicadas desde 1982 até 1998, foram publicadas pela editora Assírio & Alvim, em 2007. Bilhetes de Colares de A. B. Kotter recebeu em 2009 o Grande Prémio de Crónica da Associação Portuguesa de Escritores.
Sendo um relativo sucesso de popularidade, textos deste livro também surgiram por vezes em blogues portugueses. 
Fora da ficção, era reconhecido enquanto escritor de crónicas e em blogues.
De referir que o seu nome encontra-se na lista de colaboradores da publicação académica Quadrante  (1958-1962) publicada pela Associação Académica da Faculdade de Direito de Lisboa.
Em 4 de dezembro de 2008, recebeu o Grande Prémio da Crónica 2008, da Associação Portuguesa de Escritores e da Câmara Municipal de Sintra, e distinguindo as obras em português de autores portugueses publicadas em primeira edição no biénio anterior à entrega do prémio, pela antologia Bilhetes de Colares de A. B.Kotter (1982-1998).

### Morte
Jose Cutileiro morreu a 17 de maio de 2020, em Bruxelas, na Bélgica, onde se encontrava hospitalizado.

## Obras
- O amor burguês: poesia (1959);
- Versos da mão esquerda (1961);
- A Portuguese Rural Society (1971);
- Ricos e pobres no Alentejo : uma sociedade rural portuguesa (1977);
- Ricos e pobres no Alentejo : uma análise de estrutura social (1973);
- Bilhetes de colares (1982-1987) (sob o pseudónimo A. B. Kotter; antologia de Vítor Cunha Rego para o jornal Semanário, 1990);
- Vida e morte dos outros : a comunidade internacional e o fim da Jugoslávia (2003);
- Bilhetes de Colares de A. B. Kotter (1982-1998) (antologia publicada em 2004);
- Visão global : conversas para entender o mundo (com Ricardo Alexandre, 2009);
- Abril e Outras Transições (2017);
- Inventário (2020).

## Condecorações

### Do Estado Português:
A 16 de agosto de 1983, foi agraciado com a Grã-Cruz da Ordem do Infante D. Henrique.
A 3 de fevereiro de 1995, foi agraciado com a Grã-Cruz da Ordem Militar de Nosso Senhor Jesus Cristo.

### De Estados estrangeiros:
A 7 de maio de 1990 foi agraciado com a Comenda da Ordem Nacional da Legião de Honra de França.

A 15 de novembro de 1990 foi agraciado com a Grã-Cruz da Ordem da Fénix da Grécia.